# Parque de Bombas
La Parque de Bombas, signifiant en espagnol « la caserne des pompiers », est une ancienne caserne de pompiers construitre en 1883, devenue un bâtiment touristique et un musée de la ville de Ponce à Porto Rico. Situé sur la Plaza Las Delicias, derrière la cathédrale Notre-Dame-de-Guadalupe, ce bâtiment est considéré comme l'un des plus importants de l'île d'un point de vue historique et architectural.

## Histoire

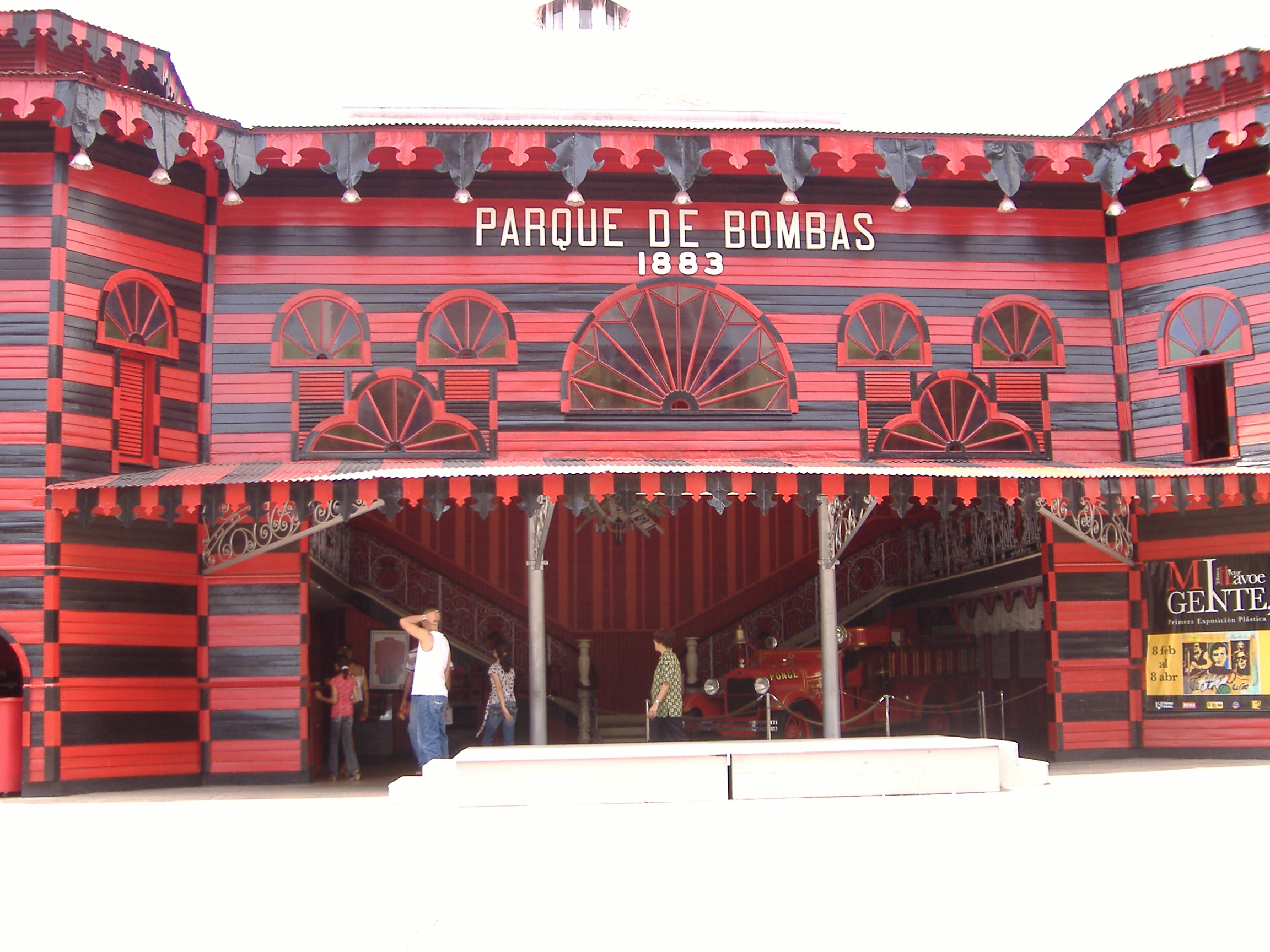
La Parque de Bombas est devenue un musée.

Vers 1882, le gouvernement espagnol, dont Porto Rico était alors dépendant, décide de la construction d'une caserne de pompier nécessaire pour le développement de la ville tournée vers la culture de la canne à sucre et la production de rhum. Il confie au lieutenant-colonel Maximo de Meana y Guridi (en), architecte de profession, le soin de réaliser cet ouvrage, notamment pour accueillir une importante réunion agricole locale. Construit essentiellement de bois, le bâtiment est complété l'année même, se présentant comme une espèce de château baroque espagnol. Une brigade de pompier s'y installe peu après.
L'année suivante en 1883, un important incendie ravage la partie sud de l'île, notamment les champs de canne, pour lequel les pompiers de la Parque de Bombas sont engagés, mettant 22 jours à circonscrire le feu[réf. nécessaire]. En 1885, la caserne devient la référence pour toute la partie sud de Porto Rico. Meana devient maire de la ville et fait alors repeindre le bâtiment des couleurs municipales, rouge et noir, encore utilisées de nos jours.
Elle reste en fonction jusqu'en 1990, date à laquelle elle est transformée en musée, qui devient dès lors l'un des lieux les plus touristiques de la ville.